# Andreas Cervenka
Andreas Cervenka, född 1 april 1974 i Gottsunda församling i Uppsala, är en svensk ekonomireporter, som bland annat arbetat för Dagens industri och Svenska Dagbladet och är sedan 2021 anställd av Aftonbladet. Cervenka bor i Lund och är barn till föräldrar som flydde Tjeckoslovakien vid tiden för den sovjetiska invasionen 1968. Cervenka är gift och har två barn.

## Journalistkarriär
Efter att ha arbetat vid Dagens Industri grundade Cervenka år 2000 nyhetssajten Ekonomi24 tillsammans med Thomas Peterssohn. Grundandet av Nyhetssajten ledde till Stora journalistpriset i kategorin "Nya Medier" 2001. Under 2010-talet har han profilerat sig som en frispråkig krönikör på SvD Näringsliv, där han framförallt skriver om de senaste årens finanskriser, liksom om banker och pengar generellt. Han drev också en SvD-blogg med samma tema. 
Cervenka och Torbjörn Isacson låg bakom flera artiklar om SCA under åren 2014–2015, vilket slutade med att SCA:s ordförande Sverker Martin-Löf lämnade alla sina uppdrag i svenskt näringsliv. Artikelserien belönades med Stora journalistpriset i kategorin "Årets Avslöjande". Artikelserien granskades i sin tur och några av de mest uppmärksammade avslöjandena kom senare att ifrågasättas av journalisten Jens B Nordström i boken Tronstriden.
År 2017 gick han till Dagens Industri, och skrev från Silicon Valley om teknikindustrin och ekonomi. Därefter gick han till Aftonbladet med bland annat en fast krönika om teknik, ekonomi och politik. 2022 gav han ut den uppmärksammade boken "Girig-Sverige" som behandlar den ekonomiska ojämlikheten i dagens Sverige. Boken nominerades till Augustpriset i kategorin fackböcker.

## Föredrag
Under framtidsveckan i Alingsås 2013 talade Cervenka om finanssektorns expansion, om de ohållbara skuldnivåerna och om att vi byggt ett ekonomiskt system som kräver ständigt expanderande kreditgivning. Hyman Minsky har, enligt Cervenka, rätt i att en kreditdriven ekonomi har tre faser. I den första kan alla betala både räntor och amorteringar. I den andra kan många endast betala räntor. Och i den tredje så betalas varken räntor eller amorteringar. Istället förväntar sig folk att tillgångarnas värde ska stiga. Nu befinner vi oss i läge tre.

## Filmografi
- En biroll som sig själv i Stefan Jarls essädokumentär Godheten (2013).
- (på engelska) UR Samtiden – Är finanssystemet en bluff? Ett samtal mellan Joris Luyendijk och Andreas Cervenka. [Elektronisk resurs]. Utbildningsradion. 2016. Libris 19439866

## Priser och utmärkelser
- 2001 – Stora journalistpriset i kategorin "Nya Medier" (tillsammans med Thomas Peterssohn)[13]
- 2011 – Sjunde AP-fondens journalistpris[14]
- 2015 – Stora journalistpriset i kategorin "Årets Avslöjande" (tillsammans med Torbjörn Isacson), för reportageserien "SCA-affären", Svenska Dagbladet[15]
- 2023 – Pris till minne av Ulf Bodach Söderström[16].